# Illja Nyschnyk
Illja Nyschnyk (ukrainisch Ілля Нижник, FIDE-Bezeichnung Illya Nyzhnyk; * 27. September 1996 in Winnyzja) ist ein ukrainischer Schachspieler. Er trägt den Titel eines Großmeisters.
Nachdem Illja Nyschnyk Vize-Europameister der Altersklasse U 10 im Jahre 2006 wurde, gewann er bereits im Alter von zehn Jahren 2007 die B-Gruppe des Moskauer Opens, wobei er eine Elo-Performance von 2633 erspielte. Im selben Jahr wurde er Europameister und Vize-Weltmeister in der Altersklasse unter 12 Jahren. Im Jahr darauf gewann er auch die Jugendeuropameisterschaft der unter 16-Jährigen. Seine erste Norm für den Großmeistertitel erspielte Nyschnyk 2008 durch seinen Turniersieg beim sechsten Nabokov Memorial in Kiew, vor elf weiteren Teilnehmern, mit 8,5 Punkten aus 11 Partien. Seine dritte Großmeister-Norm erzielte er beim Open in Groningen im Januar 2011. Er war damit der jüngste aller Großmeister zum Zeitpunkt der Verleihung, die im Februar 2011 erfolgte.
Mit PKV-Kievchess wurde er 2008 und 2009 ukrainischer Mannschaftsmeister. In Deutschland spielte er von 2010 bis 2014 für die SG Porz in der 2. Bundesliga West. In der polnischen Mannschaftsmeisterschaft spielte er 2011 für KSz Polonia Wrocław, in der französischen Top 12 spielte er 2013 für Évry Grand Roque. In der 2016 aufgelösten United States Chess League spielt er 2015 für die Mannschaft der St. Louis Arch Bishops.